# Batomys uragon
Batomys uragon és una espècie de mamífer rosegador de la família dels múrids. És endèmic del mont Isarog (Filipines). Els mascles fan 19,83 cm de llargada i les femelles 18,82 cm, mentre que el pes total és de 178 g i 177 g, respectivament. El seu hàbitat natural són els boscos molsosos. El seu nom específic, uragon, significa ‘molt energètic’ en bicol.